# Callistethus ashrafii
Callistethus ashrafii är en skalbaggsart som beskrevs av Abdullah och Roohi 1968. Callistethus ashrafii ingår i släktet Callistethus och familjen Rutelidae. Inga underarter finns listade.